# Clinocera bivittata
Clinocera bivittata är en tvåvingeart som beskrevs av Friedrich Hermann Loew 1864. Clinocera bivittata ingår i släktet Clinocera och familjen dansflugor. Inga underarter finns listade i Catalogue of Life.